# Allium nuristanicum
Allium nuristanicum — вид рослин з родини амарилісових (Amaryllidaceae); поширений в Афганістані.

## Поширення
Поширений в Афганістані.